# عقيل الغروي
آية الله السيد عقيل الغروي هو باحث ومفكر إسلامي شهير وهو من أبرز خطباء المنبر الحسيني في شبه القارة الهندية، جمع بين الدراستين الحوزوية و الأكاديمية.
المشرف الديني في مركز باب المراد الإسلامي في لندن وإمام وخطيب مسجد الإمام علي في لندن وفيلسوف شيعي هندي و مجتھد.
ولد السید عقیل في فبرایر عام 1964 م بمدينة فاراناسي في الھند۔

## أساتذته
- المرجع آیة الله الشيخ محمد فاضل اللنكراني
- المرجع آیة الله الشيخ ناصر مكارم الشيرازي
- المرجع آیة الله السيد عرزالدين زنجاني
- المرجع آیة الله السيد علي نقي النقوي
- المرجع آیة الله الشيخ حسين المظاهري الأصفهاني
- آية الله حسن حسن زاده الآملي
- آية الله محمد تقي فلسفي
- آية الله السيد محمد جواد ذهني الطهراني
- آية الله الشيخ محسن الأراكي
- آية الله الشيخ محمّدعليّ الموحّد الأبطحيّ
- آيت الله محمد حسين الحسيني الطهراني

## وصلات خارجية
- الموقع الرسمي نسخة محفوظة 1 أغسطس 2019 على موقع واي باك مشين.